# Turandot
Turandot je nedokončená poslední opera o třech dějstvích italského skladatele Giacoma Pucciniho. Původní libreto napsali Giuseppe Adami a Renato Simoni na základě pohádkové divadelní hry Turandot Carla Gozziho.

## Vznik opery
Puccini nebyl spokojen s libretem, které mu Adami a Simoni předložili a nechal je přepracovat.Tím se jeho dokončení zhruba o rok zpozdilo a Pucciniho zastihla smrt (29. listopadu 1924) u nedokončeného díla. Poslední dvě scény opery poté dokončil na žádost Pucciniho syna podle skladatelových náčrtků a poznámek jeho žák Franco Alfano.
Světová premiéra se konala 25. dubna 1926 v milánské La Scale; dirigoval ji Arturo Toscanini, Pucciniho přítel a dirigent považovaný za špičku svého oboru. Provedl však pouze část zkomponovanou Puccinim; po doznění posledních tónů sklonil taktovku a otočil se k publiku se slovy "Qui finisce l'opera, perchè a questo punto il Maestro è morto” (Zde opera končí, neboť v tomto místě Mistr zemřel)“. Teprve při druhém a dalším provedení byla opera realizována celá, v té podobě, v jaké ji známe dnes.
V roce 2001 se opera dočkala nového dokončení, které realizoval skladatel Luciano Berio. Ne vždy jsou však i současné inscenace opery uváděny s těmito dodatky.

## Stručný děj opery, osoby
Krutá a chladná princezna Turandot klade svým nápadníkům hádanky, za jejichž nerozluštění je čeká smrt. Uhodne je až princ Kalaf, jehož láska nakonec přemůže princeznin chlad.
- Turandot, čínská princezna (soprán)
- Altoum, čínský císař, její otec (tenor)
- Timur, svržený tatarský chán (bas)
- Kalaf, jeho syn, princ (tenor)
- Liu, otrokyně (soprán)
- Ping, kancléř (baryton)
- Pang, maršál (tenor)
- Pong, mistr kuchař (tenor)
- mandarin (baryton)
- perský princ (tenor)
- kat (němá role)
- stráže, katovi pomocníci, chlapci, kněz, mandarin, osm mudrců, dvorní dámy, sloužící, vojáci, dav atd. (sbor)

## Děj opery

### První dějství
Před branami Pekingu se ozve hlasatelův hlas: Kdo se chce stát mužem princezny Turandot, musí rozluštit její tři hádanky! - To slyší i neznámý princ, uprchlík ze své země, obsazené nepřáteli. Setkává se tu v Pekingu náhle se svým otcem. Je to Timur, kdysi král tatarský, nyní žebrák. Je odkázán jen na pomoc otrokyně Liu, jež ho provází z lásky k princi, Timurovu synu. Princ se raduje ze setkání s otcem a Liu, ale rozhodne se, že se přihlásí k luštění hádanek. Neodrazuje ho ani to, že právě téže noci bude popraven nápadník princeznin, perský princ, jenž hádanky neuhádl. Ani třem ministrům královským se nepodaří prince odradit. Udeří na gong a přihlásí se tak jako princeznin nápadník.

### Druhé dějství
I ministři Ping, Pang a Pong jsou už unaveni věčnými popravami princezniných nápadníků. Za první rok její vlády padlo šest hlav, ve druhém roce osm, letos už třináct a zas už se hlásí další pošetilec! Čína zahyne, bude-li takto bezbožně hynout láska! - Proměna: Na náměstí před císařským palácem přihlíží lid, jak se nový nápadník hlásí ke zkoušce. Sám císař mu také rozmlouvá jeho úmysl. Ale princ vytrvá, zvláště když mu Turandot vysvětluje, proč je tak krutá(In Questa Reggia): Kdysi vládla v Číně princezna Lou-Ling, pramáti Turandot. Tu unesl chán Tatarů, kteří přepadli a zničili celou zemi, princeznu potupili a zneuctili a umučili až k smrti. Za ni se mstí Turandot všem, kdo se jí chtějí zmocnit. Nechce nikdy poznat lásku! - Princ odvážně rozluští hádanky: První značí naději, druhá krev, třetí Turandot. Uhodl, ale princezna se zoufale vzpírá přijmout jej za muže. I císař ji napomíná, že musí splnit přísahu. Když princ vidí její odpor, nechce využít svého vítězství. Vzdává se ho a slibuje podstoupit smrt, ale pod podmínkou, že Turandot do rána uhodne jeho jméno.

### Třetí dějství
V královských zahradách lká lid nad novou krutostí Turandot. Vypátrá-li Turandot jméno neznámého prince, nebude vraždění konce! Ministři lákají prince bohatstvím, aby prozradil, kdo je, sluhové přivlekou Timura a Liu, s nimiž byl princ předešlého dne viděn, a nutí je, aby prozradili princovo jméno. Sama Turandot je chce přinutit k odpovědi, a tu Liu, aby zachránila Timura od mučení, prohlásí, že jen ona sama zná prince, ale aby nemusela odpovědět, probodne se dýkou a s vyznáním lásky k princi umírá. Ze žalu nad její smrtí obžalovává princ Turandot z krutosti, strhne její závoj, a aby ji veřejně pohanil, políbí ji. Polibek však vzbudí v obou náhlou lásku. Princ sám zašeptá Turandot své jméno: je Kalaf, princ tatarský; princezna jej zve na veřejný soud lidu - Proměna: Před císařem, svým otcem, pronáší Turandot své rozřešení princovy hádanky: Jeho jméno je Láska. V tom jménu končí krutá vláda Turandot a začíná vláda lásky v Číně.

## Nejslavnější árie
Z opery Turandot pochází jedna z nejslavnějších operních árií, Nessun dorma. Tato árie v podání Luciana Pavarottiho se stala hymnou fotbalového Mistrovství světa v Itálii v roce 1990. 

## Slavné inscenace
Inscenace Royal Opera House v Londýně měla premiéru na Letních olympijských hrách v Los Angeles 1984. Tato inscenace měla v roce 2024 obnovenou premiéru a hraje se více než 30 let. Insenaci režiroval Andrei Serban. 

## Cenzura v Číně
Řadu let bylo uvádění opery Turandot na jevištích Čínské lidové republiky zakázáno, protože podle názoru oficiálních míst prezentovalo Číňany jako méněcenné. Teprve koncem 90. let 20. století se situace změnila a v září roku 1998 byla opera poprvé uvedena během osmi nocí v Zakázaném městě v Pekingu, s velkolepou výpravou a s vojáky armády jako komparsem. Bylo to mezinárodní představení, které dirigoval Zubin Mehta a hlavní role ztvárnili Giovanna Casolla (Turandot), Sergej Larin (Kalaf), Barbara Hendricks a Barbara Frittoli (alternující v roli Liù).